# Sauguis-Saint-Étienne
Sauguis-Saint-Étienne är en kommun i departementet Pyrénées-Atlantiques i regionen Nouvelle-Aquitaine i sydvästra Frankrike. Kommunen ligger i kantonen Tardets-Sorholus som tillhör arrondissementet Oloron-Sainte-Marie. År 2022 hade Sauguis-Saint-Étienne 169 invånare.

## Befolkningsutveckling
Antalet invånare i kommunen Sauguis-Saint-Étienne
| Referens: INSEE |